# Pedro Lavirgen
Pedro Lavirgen Gil (geboren am 31. Juli 1930 in Bujalance, Andalusien; gestorben am 2. April 2023 in Madrid) war ein spanischer Opernsänger der Stimmlage Tenor. Er zählte zu den größten Sängern seiner Zeit.

## Leben und Werk

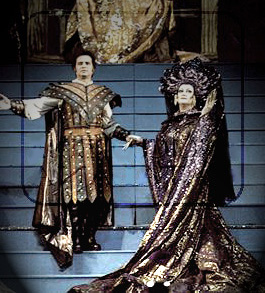
Pedro Lavirgen und Montserrat Caballé in Turandot (Teatro Liceu, Barcelona 1980)

Lavirgen wurde zuerst Volksschullehrer, nahm dann aber Gesangsunterricht bei Miguel Barrosa und Carlota Dahmen. 1959 debütierte er in Zaragoza in der Zarzuela Marina von Emilio Arrieta. 1964 gewann er einen internationalen Gesangswettbewerb in Barcelona. Im selben Jahr erfolgte an der Oper von Mexiko-Stadt sein Operndebüt – als Radames in Verdis Aida. Kutsch/Riemens schreiben, dass damit „eine glänzende Karriere, vor allen an den großen Theatern in Spanien und Südamerika, ihren Anfang“ nahm. Obwohl der Schwerpunkt seiner Rollen im Spinto-Fach lag (Radames, Casio, Rodolfo), reichte sein Repertoire von lyrischen Partien (Herzog, Edgardo) bis zum Heldenfach (Otello, Kalaf).
Langjährige Zusammenarbeit verband ihn mit dem Teatro Liceu von Barcelona, Lavirgen trat dort von 1966 bis 1982 auf – in zahlreichen Verdi-Partien und auch in Zarzuelas. 1968 gastierte er in Madrid. In Nordamerika kam es zu einem einzigen Auftritt an der Metropolitan Opera (als Cavaradossi in der Spielzeit 1968/69) sowie zu Vorstellungsserien an den Opernhäusern von Philadelphia (unter anderem als Pollione an der Seite von Joan Sutherland), Montreal (als Canio) und New Orleans (als Radames). In Lateinamerika war er in Santiago de Chile (als Cavaradossi) und in Buenos Aires (als Arrigo und Don Carlos) zu sehen und zu hören. In Tokio gastierte er zweimal, 1973 als Don José und 1985 mit einer Zarzuela-Truppe aus Spanien.
Im deutschen Sprachraum debütierte er bereits 1966 an der Wiener Staatsoper, an welcher er bis 1980 regelmäßig auftrat. Er sang in Wien zehn verschiedene Rollen, darunter siebenmal Don Carlos, neunmal Manrico und 16-mal Canio. Er war auch Gast der Staatsopern von München und Hamburg. 1981 übernahm er die Titelpartie in Verdis Otello im Spiel am See bei den Bregenzer Festspielen. Die meisten Auftritte Pedro Lavirgens fanden in Italien statt. Er sang 1971 den Don José am Teatro Regio von Turin, 1972 den Kalaf am Teatro San Carlo von Neapel, 1974 Kalaf, Don José und Alvaro in der Arena di Verona, 1975 den Manrico im Teatro Margherita von Genua und den Don José im Teatro Comunale von Bologna. Im selben Jahr debütierte Lavirgen auch an der Mailänder Scala – als Radames und Don José. 1976 kehrte er als Radames in die Arena di Verona zurück, 1979 übernahm er den Don José beim Sferisterio Opera Festival von Macerata.
1970 war er als Andrea Chénier an der Oper von Dublin zu sehen. Den Don José, eine seiner Paraderollen, verkörperte er auch 1976 am Théâtre du Capitole von Toulouse und am Royal Opera House Covent Garden in London sowie 1978 beim Edinburgh International Festival. In London sang er 1978 auch den Pollione. Er gastierte weiters in Prag und mehrfach in Budapest.

## Rollenverzeichnis

### Zarzuelas
- La alegría de la huerta
- Cadiz
- La Dolores von Tomás Bretón
- Doña Francisquita
- El Duo del Africana
- Marina von Emilio Arrieta – Jorge
- La Tabernera del Puerto

### Opern
| Bellini: - Pollione in Norma Bizet: - Don José in Carmen Cilea: - Maurizio in Adriana Lecouvreur Donizetti: - Edgardo in Lucia di Lammermoor Giordano: - Titelpartie in Andrea Chénier Leoncavallo: - Canio in Pagliacci Mascagni: - Turiddu in Cavalleria rusticana Montemezzi: - Avito in L'amore dei tre re |  | Puccini: - Renato des Grieux in Manon Lescaut - Mario Cavaradossi in Tosca - Pinkerton in Madama Butterfly - Luigi in Il tabarro - Kalaf in Turandot Giuseppe Verdi: - Titelpartie in Ernani - Jacopo Foscari in I due Foscari - Conte di Mantova in Rigoletto - Manrico in Il trovatore - Arrigo in I vespri siciliani - Gustaf III. in Un ballo in maschera - Alvaro in La forza del destino - Titelpartie in Don Carlos - Radames in Aida - Titelpartie in Otello |

## Tondokumente
Es gibt nur wenige Aufnahmen des Sängers. Die wohl bekannteste ist eine Gesamtaufnahme von Verdis Aida mit Jessye Norman in der Titelpartie, die vor allem wegen der Norman, die nur selten Opern sang und aufzeichnete, bei Sammlern hoch im Kurs steht. Die nahezu unbekannte Oper L’amore dei tre re von Sem Benelli (Libretto) und Italo Montemezzi (Musik) wurde in einer exemplarischen Produktion am Teatro Liceu von Barcelona aufgezeichnet. Aus Buenos Aires stammt eine Gesamtaufnahme von Verdis Vespri siciliani mit Martina Arroyo als weiblichem Gegenpart. Darüber hinaus gibt es auf Tonträgern nur wenige Hit-Arien aus Opern von Verdi, Giordano und Puccini – und eine Reihe von Zarzuelas.

## Quelle
- Karl-Josef Kutsch/Leo Riemens: Großes Sängerlexikon, Volume 4, Walter de Gruyter 2012, S. 2637